# Squatina squatina
O tubarão-anjo ou peixe-anjo (Squatina squatina) é um peixe cartilaginoso do gênero Squatina.
Essa espécie se encontra em perigo crítico.

## Distribuição
Esta espécie era um predador comum em profundidades de até 150 m em grandes áreas de seu habitat arenoso da plataforma costeira no Atlântico Nordeste, Mediterrâneo e Mar Negro. 
A maior parte desta região está agora sujeita a intensa pesca; desde o nascimento, a espécie é altamente suscetível à captura acidental de pescarias que operam na maior parte de seu alcance e habitat.
A perda de habitat em algumas áreas como resultado do desenvolvimento comercial e turístico costeiro provavelmente também afetou esta espécie. A intensa exploração combinada com características limitantes da história de vida, como baixa produtividade, levaram a declínios dramáticos nos últimos 50 anos. A espécie é agora extremamente rara na maior parte da sua distribuição, com exceção das Ilhas Canárias, que foram identificadas como uma fortaleza única para a espécie, onde os indivíduos são avistados regularmente por mergulhadores e pescadores.

## Descrição

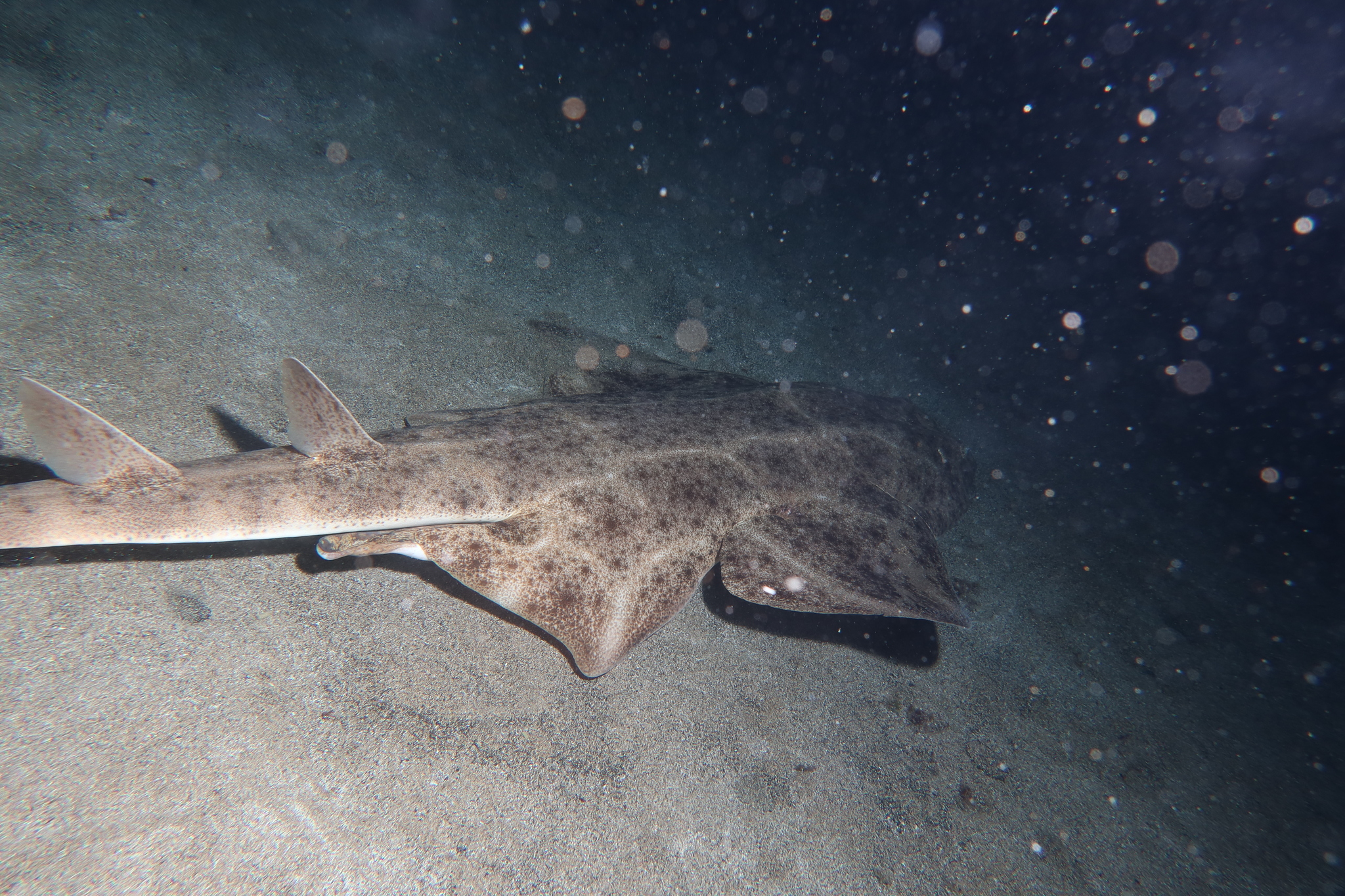
Coloração e padrão do tubarão-anjo

Um dos maiores membros de sua família, os Squatina squatina fêmeas podem atingir um comprimento de 2,4 m e os machos 1,8 m.
Com seu corpo excepcionalmente plano e grandes barbatanas peitorais, o tubarão-anjo se assemelha mais a uma grande raia do que a um tubarão. Sua pele é cinza a marrom, salpicada de pequenas manchas brancas e pontos pretos.

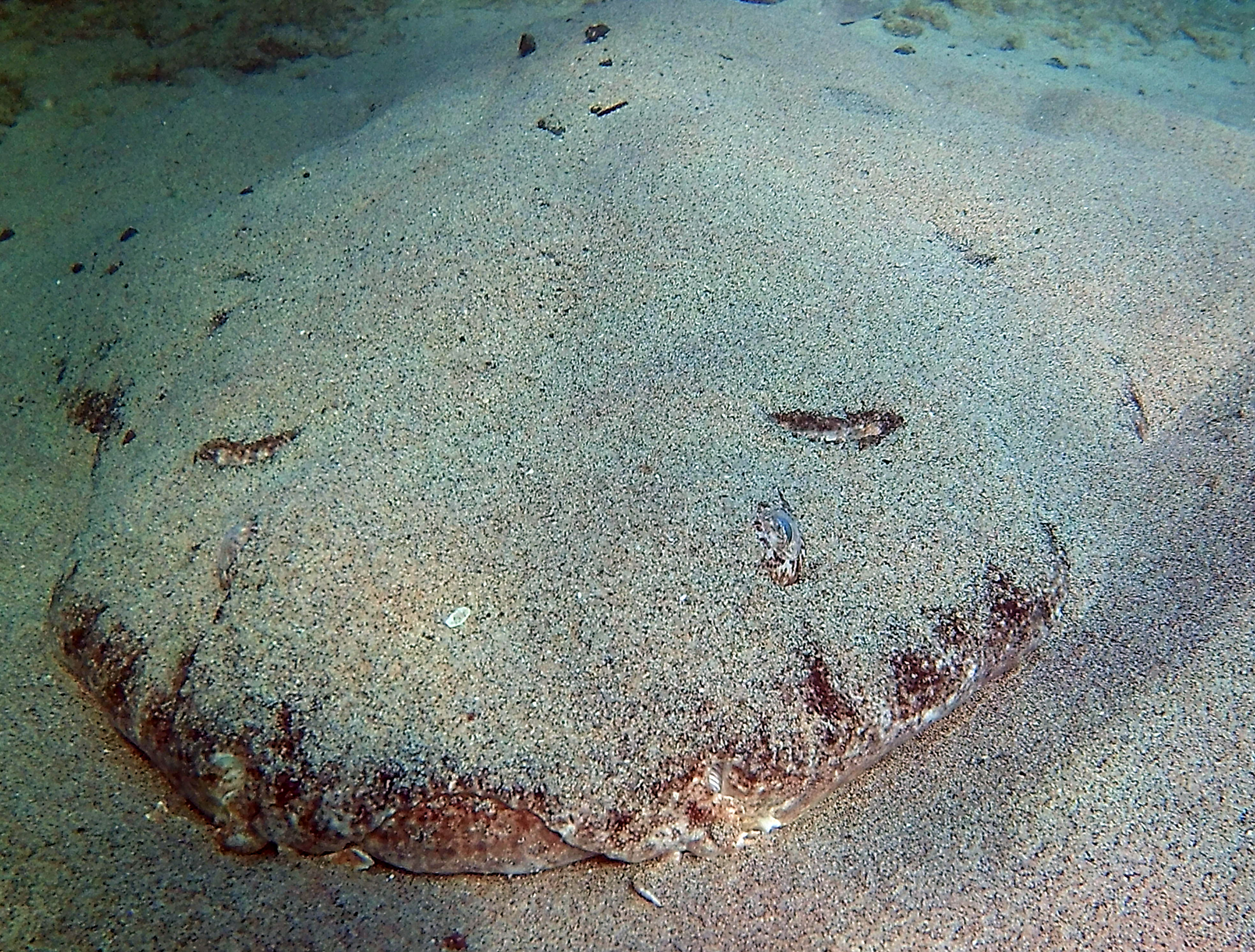
Tubarão-anjo enterrado na areia

Os tubarões-anjo jovens também podem ter marcas brancas semelhantes a redes e manchas grandes e escuras, enquanto os adultos são mais simples. Possui projeções simples semelhantes a bigodes perto das narinas (barbilhões nasais), que são usados para saborear e sentir. Olhos grandes e redondos com pupilas verticais proporcionam uma boa visão geral, permitindo que o tubarão-anjo seja um predador de emboscada eficiente.

## Hábitos
Durante o dia, o tubarão-anjo geralmente fica imóvel no fundo do mar, enterrado sob uma camada de sedimento com apenas os olhos à mostra; ele caça por embuscada, avançando rapidamente sobre presas como peixes ósseos, lulas, e crustáceos. À noite, torna-se mais ativo e às vezes pode ser visto nadando acima do fundo.